# Roman Procházka (fotbalista)
Roman Procházka (* 14. března 1989, Jaslovské Bohunice) je slovenský fotbalový záložník a reprezentant, od května 2018 působící v FC Viktoria Plzeň.

## Klubová kariéra
Svou fotbalovou kariéru začal ve Spartaku Trnava. Debutoval 13. května 2007 v utkání proti ŠK Eldus Močenok (výhra 2:1). V létě 2012 podepsal smlouvu s bulharským klubem Levski Sofia. V posledním ligovém kole sezóny 2012/13 mohl s klubem slavit zisk titulu, ale Levski neudržel vedení 1:0 a z titulu se nakonec radoval konkurenční Ludogorec Razgrad. Po sezóně (z hlediska Levski neúspěšné) odešel v červnu 2013 na roční hostování zpět do Spartaku Trnava, součástí smlouvy byla i opce na případný přestup. V ročníku 2013/14 skončil s Trnavou na konečném třetím místě ligové tabulky, dělal v týmu kapitána. Po skončení sezony 2013/14 se vrátil zpět do Levski, se kterým měl ještě rok platnou smlouvu.

## Reprezentační kariéra
Roman Procházka hrál za mládežnickou reprezentaci Slovenska do 21 let. Dostal se i do reprezentačního A-týmu, debutoval 10. srpna 2011 v přátelském zápase proti domácímu Rakousku (výhra 2:1). Nastoupil na hřiště v 79. minutě.